# Apostolicum pascendi munus
Apostolicum pascendi munus è una bolla pontificia di papa Clemente XIII emanata il 12 gennaio 1765 con la quale la Santa Sede esprime il suo sostegno alla Compagnia di Gesù e approva pubblicamente e nuovamente l'ordine religioso.

## Contesto storico
I gesuiti furono espulsi dal Portogallo e dalle sue colonie nel 1759, quindi espulsi dalla Francia nel 1763 e minacciati in Spagna. I tribunali cattolici europei dominati dai Borbone esercitarono pressioni su papa Clemente XIII affinché l'ordine religioso venisse soppresso universalmente. Difensori dell'indipendenza della Chiesa (e del potere religioso del Papa), i gesuiti sono percepiti come ostacolo all'assolutismo monarchico dei Borbone.
In un difficile contesto politico, e consapevole che attraverso i gesuiti sarebbe stata la stessa Chiesa cattolica ad essere presa di mira, papa Clemente XIII espresse il suo sostegno alla compagnia e approvò nuovamente l'ordine religioso. Dopo papa Paolo III (Regimini militantis Ecclesiae nel 1540), papa Giulio III (Exposcit debitum nel 1550), papa Gregorio XIII (Ascendente Domino nel 1584) e Paolo V (Quantum Religio nel 1606) fu la quinta volta che la Compagnia di Gesù, le sue istituzioni e le sue costituzioni vennero approvate dalla Santa Sede.

## Contenuto
Il documento afferma che molte calunnie circolavano sui gesuiti, sia privatamente che di dominio pubblico. D'altra parte, la Compagnia di Gesù era elogiata dai vescovi per le attività molto utili che svolgevano nella loro diocesi. Per «contrastare la calunnia diffusa in vari paesi», il papa confermava e approva nuovamente la Compagnia di Gesù come era stata originariamente costituita. Egli approvava i suoi fini e il suo metodo di lavoro, nonché le sodalità di cui i gesuiti erano responsabili.

## Conseguenze ed effetti
Il prestigio e l'influenza del papato erano al minimo. La bolla non ebbe alcun effetto e gesuiti furono comunque espulsi dalla Spagna nel 1767, da Regno di Napoli, Regno di Sicilia e ducato di Parma lo stesso anno e infine soppressi dal suo successore, papa Clemente XIV nel 1773.